# Elaphoglossum strictum
Elaphoglossum strictum är en träjonväxtart som först beskrevs av Giuseppe Raddi, och fick sitt nu gällande namn av Moore. Elaphoglossum strictum ingår i släktet Elaphoglossum och familjen Dryopteridaceae. Inga underarter finns listade.